# Stazione di Teine
La stazione di Teine (手稲駅?, Teine-eki) è una delle stazioni della zona occidentale della città di Sapporo situata sulla linea principale Hakodate. La stazione ha subito un rinnovo nell'anno 2002.

## Linee
JR Hokkaido
■ Linea principale Hakodate

## Struttura
La stazione consiste in un fabbricato viaggiatori di medie dimensioni posto sopra il piano del ferro, a cui è collegato con scale fisse, mobili e ascensori. I binari sono 4, con due banchine a isola. La stazione è dotata di biglietteria a sportello (aperta dalle 5:30 alle 22:45), un'agenzia di viaggi, telefoni pubblici, tornelli automatici per l'accesso ai binari con supporto alla bigliettazione elettronica Kitaka e un defibrillatore semiautomatico.

### Binari
| 1   | ■ Linea Hakodate | per Hoshimi, Otaru, Kucchan e Oshamambe            |
| 2   | ■ Linea Hakodate | per Hoshimi, Otaru e Kucchan                       |
| 2   | ■ Linea Hakodate | per Sapporo, Iwamizawa e Aeroporto di Shin-Chitose |
| 3-4 | ■ Linea Hakodate | per Sapporo, Iwamizawa e Aeroporto di Shin-Chitose |

## Stazioni adiacenti
| «                         | Servizio                                     | »                         |
| Linea principale Hakodate | Linea principale Hakodate                    | Linea principale Hakodate |
| ------------------------- | -------------------------------------------- | ------------------------- |
| Inaho                     | Locale                                       | Inazumi-Kōen              |
| Inaho                     | Rap. sez. Ishikari Liner Rapido Niseko Liner | Kotoni                    |
| Otaru-Chikkō              | Rapido Airport Rapido Niseko Liner           | Kotoni                    |
| Zenibako                  | Rapido Homeliner                             | Sapporo                   |